# Jeroen Dijsselbloem

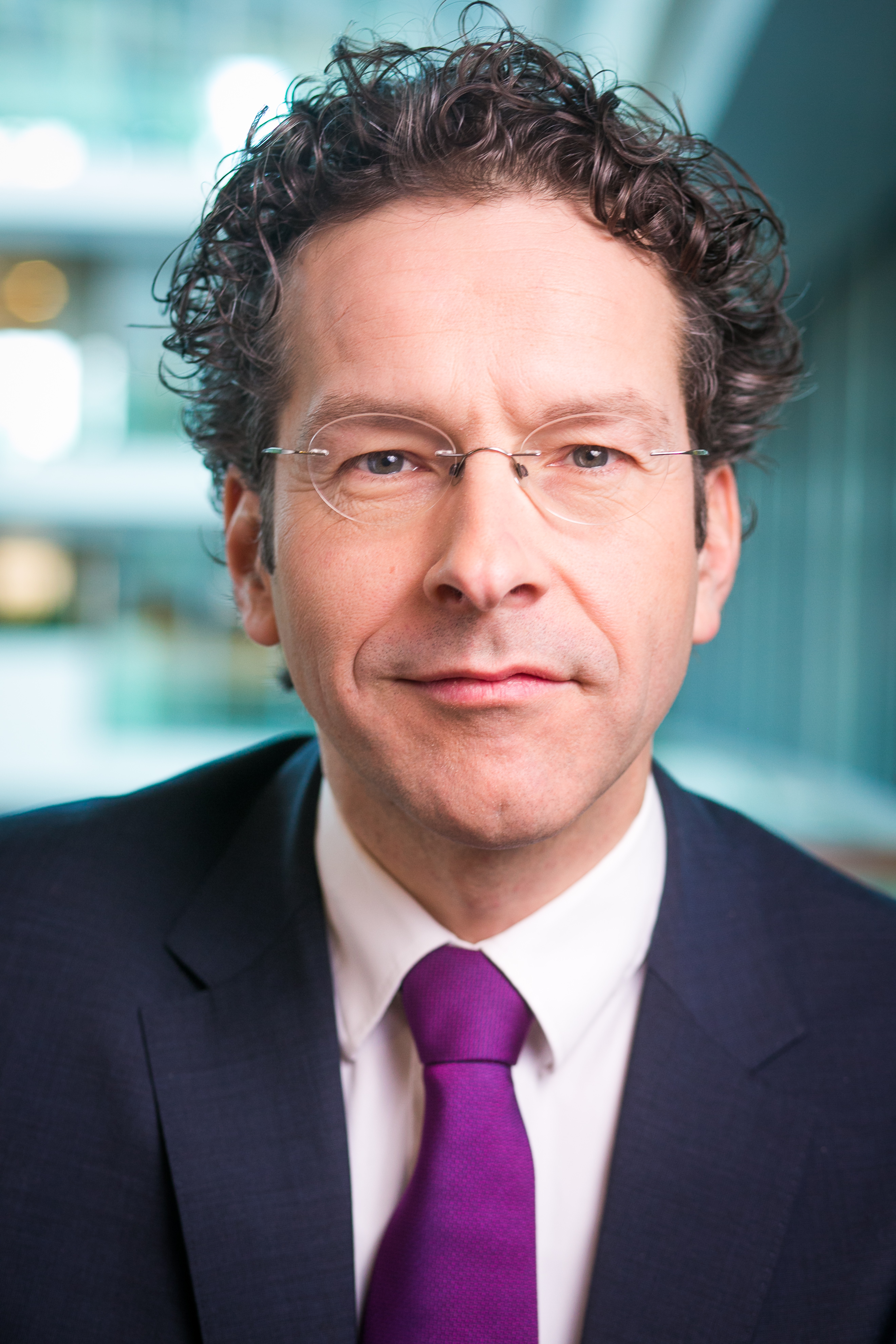
Jeroen Dijsselbloem (2013)

Jeroen René Victor Anton Dijsselbloem [jəˈɾun ˈdɛi̯səlblum] (* 29. März 1966 in Eindhoven) ist ein niederländischer Politiker der Partij van de Arbeid (PvdA) und seit dem 13. September 2022 Bürgermeister von Eindhoven. Von November 2012 bis 26. Oktober 2017 war er Minister für Finanzen im Kabinett Rutte II. Von Januar 2013 bis Januar 2018 war Dijsselbloem Vorsitzender der Euro-Gruppe. Von Mai 2019 bis September 2022 war er der Vorsitzende des Niederländischen Sicherheitsrats Onderzoeksraad voor Veiligheid. 

## Leben
1978 bis 1985 besuchte Dijsselbloem das Eckartcollege in Eindhoven. Nach dem Abitur im Jahr 1985 studierte Dijsselbloem bis 1991 an der Universität Wageningen Agrarökonomie mit den Schwerpunkten Betriebswissenschaft, Agrarpolitik sowie Sozialwirtschaftsgeschichte. 1991 schloss er sein Studium nach einem Auslandsaufenthalt in Cork zur Vorbereitung der Abschlussarbeit ab. In früheren Fassungen seiner offiziellen Biographie bei europäischen Institutionen war zudem angegeben, dass er einen Master-Abschluss in Business Economics in Cork erworben habe, dies stellte sich jedoch nach Recherchen als falsch heraus. Ein Sprecher von Dijsselbloem bezeichnete es als Irrtum, es sei der Abschluss mit dem Master von Wageningen verwechselt worden.
1992 arbeitete Dijsselbloem zunächst als Assistent für die PvdA-Gruppe im Europaparlament und wechselte 1993 als Referent für Raumordnungs-, Umwelt- und Landwirtschaftspolitik zur PvdA-Fraktion im niederländischen Parlament. Von 1996 bis 1998 war er Mitarbeiter im Stab des Landwirtschaftsministers Jozias van Aartsen und anschließend bis 2000 stellvertretender Leiter des Stabs.
Nachdem Dijsselbloem bereits 1985 der PvdA beigetreten war und für diese von 1994 bis 1997 im Gemeinderat von Wageningen saß, rückte er im März 2000 ins Abgeordnetenhaus nach. Bei der Parlamentswahl am 15. Mai 2002 errang er keinen Sitz; im November 2002 rückte er erneut nach und war bis zu seiner Ernennung zum Finanzminister 2012 Mitglied des Abgeordnetenhauses. Dort war er Fraktionssprecher für Bildung und Jugendhilfe und Vorsitzender eines parlamentarischen Ausschusses für Neuerungen im Bildungswesen in den Jahren 2007/08.
2008 wurde Dijsselbloem zum stellvertretenden Fraktionsvorsitzenden gewählt und übernahm nach dem Rücktritt Job Cohens im Februar 2012 kommissarisch den Fraktionsvorsitz. Als nach der Parlamentswahl 2012 die rechtsliberale Volkspartij voor Vrijheid en Democratie (VVD) und die sozialdemokratische PvdA über die Bildung einer großen Koalition verhandelten, war Dijsselbloem zusammen mit dem PvdA-Spitzenkandidaten Diederik Samsom Verhandlungsführer. Bei der Regierungsbildung wurde er am 5. November 2012 Finanzminister unter Ministerpräsident Mark Rutte (Kabinett Rutte II).
Finanzpolitisch schätzten 2012 die Süddeutsche Zeitung und der Spiegel Dijsselboem in der Frage des Umgangs mit den Krisenländern der europäischen Staatsschuldenkrise als „weniger hartleibig“ bzw. „sanfter als der bisherige Amtsinhaber Jan Kees de Jager“ ein, gleichwohl wies die Süddeutsche Zeitung darauf hin, dass der Koalitionsvertrag von VVD und PvdA die bisherige harte Linie der Niederlande im Schulterschluss mit Deutschland bestätige.
Am 21. Januar 2013 wurde Dijsselbloem neuer Vorsitzender der Euro-Gruppe. Die 17 Finanzminister der Eurozone wählten ihn zum Nachfolger des luxemburgischen Premierministers Jean-Claude Juncker. Dijsselbloem war der einzige Kandidat für den Posten. Im März 2013 stand die Republik Zypern kurz vor der Staatsinsolvenz (siehe Eurokrise in Zypern); Dijsselbloem und andere Finanzminister der Eurozone tagten nächtelang. Seine Verhandlungsführung erntete damals auch Kritik.
Auf dem Treffen der Euro-Gruppe am 13. Juli 2015 in Brüssel wurde er für eine zweite zweieinhalbjährige Amtszeit wiedergewählt, Gegenkandidat war der spanische Wirtschaftsminister Luis de Guindos. Mitte März 2017 geriet Dijsselbloem als Euro-Gruppenchef unter Druck, weil er in einem Interview mit Bezug auf die „vertrauensbildende“ Wirkung des europäischen Stabilitätspakts gesagt hatte: „Ich kann nicht mein ganzes Geld für Schnaps und Frauen ausgeben und anschließend Sie um Ihre Unterstützung bitten. Dieses Prinzip gilt auf persönlicher, lokaler, nationaler und eben auch auf europäischer Ebene.“ Diesen Satz fassten Medien und Politiker in südeuropäischen Ländern der Eurozone so auf, dass Dijsselbloem spezifisch ihnen vorgeworfen habe, sie würden ihr gesamtes Geld für „Alkohol und Frauen“ verschwenden; unter anderem der portugiesische Ministerpräsident António Costa forderte daraufhin seinen Rücktritt. Dijsselbloem schied am 12. Januar 2018 aus dem Amt des Vorsitzenden der Euro-Gruppe aus. Zu seinem Nachfolger war am 4. Dezember 2017 der Portugiese Mário Centeno gewählt worden.
Im Mai 2019 trat er die Stelle als Vorsitzender des Onderzoeksraad voor Veiligheid an, nachdem der bisherige Behördenleiter Tjibbe Joustra in den Ruhestand gegangen war.
Dijsselbloem lebt mit seiner Partnerin Gerda, seiner Tochter und seinem Sohn in Wageningen.